# Blakelaw and North Fenham
Blakelaw and North Fenham es una parroquia civil ubicada en la ciudad de Newcastle upon Tyne, en el distrito homónimo del condado de Tyne y Wear (Inglaterra).

## Geografía
Según la Oficina Nacional de Estadística británica, Blakelaw and North Fenham tiene una superficie de 1,4 km².

## Demografía
Según el censo de 2001, Blakelaw and North Fenham tenía 6468 habitantes (48,42% varones, 51,58% mujeres) y una densidad de población de 4620 hab/km². El 22,26% eran menores de 16 años, el 70,75% tenían entre 16 y 74, y el 6,99% eran mayores de 74. La media de edad era de 38,65 años. Del total de habitantes con 16 o más años, el 30,65% estaban solteros, el 47,81% casados, y el 21,54% divorciados o viudos.
Según su grupo étnico, el 97,97% de los habitantes eran blancos, el 0,54% mestizos, el 1,35% asiáticos, el 0,05% negros, el 0,05% chinos, y el 0,05% de cualquier otro. La mayor parte (97,53%) eran originarios del Reino Unido. El resto de países europeos englobaban al 0,79% de la población, mientras que el 1,69% había nacido en cualquier otro lugar. El cristianismo era profesado por el 75,29%, el budismo por el 0,05%, el hinduismo por el 0,23%, el judaísmo por el 0,05%, el islam por el 1,13%, y el sijismo por el 0,15%. El 13,72% no eran religiosos y el 9,38% no marcaron ninguna opción en el censo.
Había 2795 hogares con residentes, 101 vacíos, y 3 eran alojamientos vacacionales o segundas residencias.